# BROWN SUGAR
BROWN SUGAR（ブラウン・シュガー）は、日本のレゲエユニット。
2001年6月に福岡でKAZ（カズ）、NAT（ナツ）によって結成された。「ココナッツの香りのする女の子」という意味から「BROWN SUGAR」と命名された。インディーズでアルバム2枚などを発表したのち、2009年7月8日、徳間ジャパンからアルバム『DESTINY』でメジャーデビュー。
2010年2月には、1st Single「MY FRIENDZ」をリリース。7月には4thアルバム『ballad』をリリースし、福岡ドラムロゴスでのワンマンライブを行った。
2011年にはヴィレッジアゲインに移籍。2013年9月に開催されたイベントにおいて、同年12月25日のワンマンライブをもって無期限活動休止することを発表し、2016年5月18日に公式ブログにて解散を発表した。

## メンバー
- KAZ （カズ、大阪府出身、4月10日 - ）
- NAT （ナツ、福岡県出身、1月20日 - ）

## ディスコグラフィ

### シングル
- BS（2007年4月11日）
- MY FRIENDZ（2010年2月10日）

### アルバム
- LOVIBE（2007年7月25日）
- L.E.D（2008年7月30日）
- DESTINY（2009年7月8日）
- ballad（2010年7月7日）
- INSPiRE（2011年8月10日）
- RING RING（2012年8月22日）
- DELIGHT（2013年11月6日）
- THE BEST OF BROWN SUGAR（2016年5月18日）

## レギュラー番組
- BIG! UP! RADIO!（2008年 - 2010年、2012年4月 - 9月、エフエム福岡）